# Hackerberg
Hackerberg est une commune autrichienne du district de Güssing dans le Burgenland.